# Guðröðr de Escania
Guðröðr de Escania (Guðröðr Haraldsson, n. 592) fue un semilegendario rey sueco de Escania en el siglo VII quien según la saga Ynglinga era hermano de Halfdan el Valiente, padre de Ivar Vidfamne.
La saga Ynglinga cita que Guðröðr casó con Åsa, la hija del rey Ingjald tan instigadora como su padre; ella provocó que Guðröðr matara a su propio hermano y, una vez conseguido, hizo lo propio para asesinar a su marido para luego escapar y refugiarse en el reino de su padre.
A Guðröðr le sucedió su sobrino Ivar Vidfamne quien vengó a su padre y tío, conquistando Suecia y otros países. 

## Genealogía
La saga Hervarar y Hversu Noregr byggdist ofrecen información sobre su hermano Halfdan el Valiente y su hijo Ivar Vidfamne y, por implicación, del mismo Guðröðr.
Hversu Noregr byggdist cita que el padre de Halfdan el Valiente es Harald el Viejo, su abuelo es Valdar y su bisabuelo Hróarr (el mismo Hroðgar de Beowulf).
La saga Hervarar es la única que proporciona detalles sobre su madre, llamada Hild, hija del rey de Götaland Heiðrekr Ulfhamr, hijo de Angantyr que derrotó a los hunos.